# Acanthogryllacris curvispina
Acanthogryllacris curvispina är en insektsart som först beskrevs av Heinrich Hugo Karny 1929.  Acanthogryllacris curvispina ingår i släktet Acanthogryllacris och familjen Gryllacrididae. Inga underarter finns listade i Catalogue of Life.